# 西迪扎哈爾
36°04′N 3°20′E / 36.067°N 3.333°E

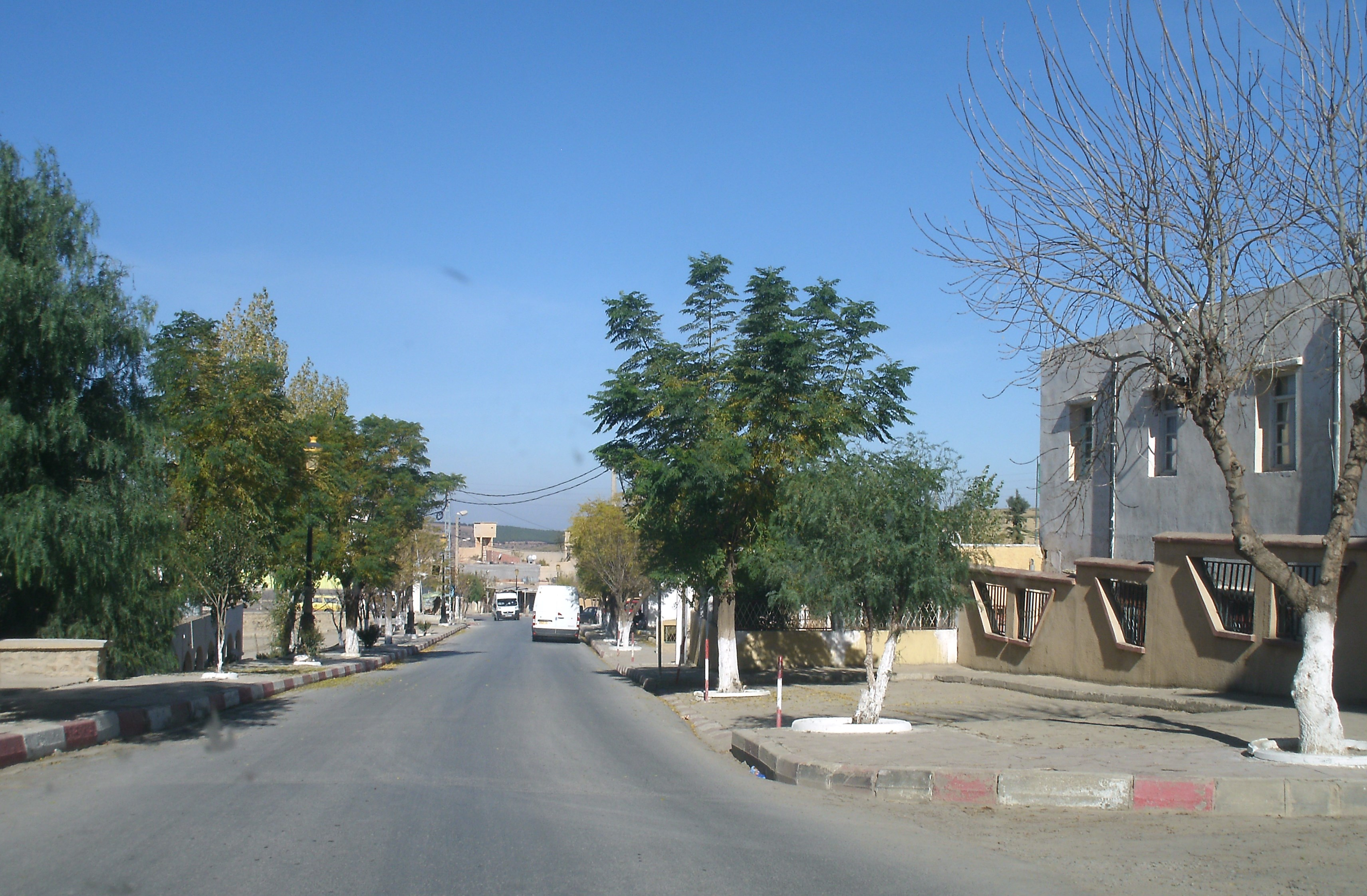
西迪扎哈爾

西迪扎哈爾（阿拉伯语：‎），是阿爾及利亞的城鎮，位於該國北部麥迪亞省，由蘇瓦吉區負責管轄，面積76平方公里，2008年人口4,318，人口密度每平方公里57人。